# Гонка поддержки
Гонка поддержки — гонка, проводимая в один уикенд и на одной трассе с другой, более популярной и посещаемой, т. н. основной гонкой уикенда, по которой названо все мероприятие (гоночный уикенд). Гонка поддержки может быть связана с основной гонки, а может быть и нет, она может иметь общих промоутеров, руководство, быть гонкой младшей серией. Наличие гонок поддержки обусловлено тем, что чемпионаты и серии более низкого уровня, как правило, не имеют достаточно возможностей для самостоятельной аренды трассы, а также не могут надеяться собрать такую же большую аудиторию, как и более крупные и престижные чемпионаты. Как правило, в течение уикенда проводятся несколько гонок поддержки, различных серий. Вместе с тем, такие серии не обязательно поводят все свои гонки в рамках уикендов основного чемпионата, они могут выступать совместно с различными сериями, или даже проводить отдельные гонки самостоятельно. Иногда популярность гонки поддержки может достигать сопоставимого с основной гонкой уикенда уровня, и тогда такую затруднительно называть гонкой поддержки, как это происходило в рамках уикендов Beru Top10, в ходе которых проводились гонки V8Star и Deutche Tourenwagen Challenge, а также уик-эндов IRL IndyCar, проводимых совместно с этапами ALMS.

## Примеры гонок поддержки
- Этапы GP2 проводятся в качестве гонок поддержки Ф1.
- Этапы Кубка Порше Каррера проводятся в качестве гонок поддержки этапов ДТМ.
- Этапы Суперкубка Порше проводятся в качестве гонок поддержки Ф1.
- Этапы International Formula Master проводятся в качестве гонок поддержки WTCC.
- В рамках этапов MotoGP также проводятся заезды младших классов 125 см³ и Moto2.